# Хо, Юниус
Юниус Хван Хо (кит. трад. 何君堯; род. 4 июня 1962) — гонконгский политик и юрист. Занимал должности главы ассоциации юристов Гонконга, а также главы городского комитета Тхюньмунь. В 2015 году был избран членом совета округа Тхюньмунь, в 2016 — членом Законодательного совета Гонконга.
В 2016 году во время выборов в Законодательный совет члены команды Хо предположительно угрожали его конкуренту. В 2017 году Хо заявил, что желает смерти активистам, выступающим за независимость Гонконга, а в 2019 году поддержал людей в белом, избивших людей, протестовавших против закона об экстрадиции. Хо назвал их «героями», а также заявил, что они должны быть «прощены за защиту их домов».

## Биография

### Ранняя жизнь
Родился в селении, расположенном в округе Тхюньмунь. В 1975-79 годах учился в гонконгском Квинс колледже, затем продолжил учёбу в Великобритании, там окончил Университет Англия Раскин. В 1984 году получил степень бакалавра права. В том же году поступил на курс послевузовского образования в сфере права в университете Гонконга, в 1986 году получил сертификат об окончании курса. В 2011 году получил почётную степень от университета Англии Раскин.

### Карьера
В 1988 году квалификация Хо как юриста была признана в Гонконге, а также, по его словам, в Сингапуре, Англии и Уэльсе, соответственно, в 1995 и 1997 годах. В 2017 году юридическое управление заявило, что квалификация Хо как юриста не признаётся в Англии и Уэльсе. Специализация Хо — гражданские дела, диспуты акционеров, а также семейные разбирательства.

### Политическая карьера
В 2008 году баллотировался в Законодательный совет, но проиграл, набрав 1286 голосов (около 34 %).
В 2011 году был избран в городской комитет Тхюньмуня, который возглавлял до 2015 года. В сентябре 2012 года вновь баллотировался в Законодательный совет, но снова проиграл, получив 10805 голосов (около 2 %).
Хо получил известность как один из самых ярых критиков созданного Бенни Тайем движения «Occupy Central with Love and Peace». Также Хо создал для борьбы с движением группу «Protect Central». В октябре 2015 года Хо был назначен членом правления Университета Линнань. Его назначение вызвало студенческие протесты вследствие опасений влияния политических мотивов на принятие решений правлением университета.
В 2016 году Юниус Хо баллотировался в Законодательный совет и был избран. Во время выборов баллотировавшийся от либеральной партии конкурент Хо снялся с выборов после получения угроз, предположительно исходивших от Хо и его сторонников. Хо набрал 35657 голосов.
В мае 2017 года юрист Кевин Ям опубликовал статью, в которой призвал не голосовать за Хо на предстоящих выборах в руководство ассоциации юристов Гонконга. Хо подал на Яма в суд, но выборы проиграл.
В апреле 2018 года Юниус Хо стал единственным юристом, проголосовавшим против назначения Бренды Хейл и Беверли Маклаклин членами Суда последней инстанции, причиной этого стала поддержка с их стороны однополых браков, по мнению Хо, это противоречит традиционным «семейным ценностям».

## Критика

### Гомофобия
Юниус Хо несколько раз делал гомофобные высказывания. В конце апреля 2017 года, комментируя иск, поданный гомосексуальной парой, с требованием распространить льготы, предоставляемые при заключении брака гетеросексуалами, на людей, заключающих однополые браки, Хо заявил, что легализация однополых браков в Гонконге приведёт к легализации зоофилии и инцеста.
Член Законодательного совета Реймонд Чен, являющийся открытым геем, осудил Хо, а также заявил, что люди, делающим такие заявления, нуждаются в профессиональной помощи. Другой член Законодательного совета Холден Чо также осудил высказывания Хо, заявив, что нет необходимости делать столь радикальные заявления. Юрист Кевин Ям также осудил приравнивание Хо гомосексуализма и зоофилии, назвав это «подлой формой гомофобии». Сам Хо, комментируя обвинения заявил, что его слова были вырваны из контекста, а также назвал критику своих высказываний политически мотивированной.
В мае 2017 года комментируя решение суда по вышеупомянутому иску, вынесенное в пользу гомосексуалов, Хо заявил, что это приведёт «общество к хаосу», а также подписал петицию с требованием к правительству оспорить решение суда.

### Избиение в Юньлоне
21 июля 2019 в период массовых протестов против закона об экстрадиции протестующие, традиционно одевающиеся в одежду чёрного цвета, были избиты вооружённой группой людей, одетых в белое, предположительно «белые» были членами триады. В ту же ночь Хо был запечатлён поздравляющим и хвалящим этих людей, также он заявил «все вы являетесь моими героями», помимо этого он выразил им одобрение подняв вверх большой палец. После выхода записи Хо заявил, что на видео он лишь приветствует одного из своих сторонников, и назвал это «нормальным». Кроме того, Хо поблагодарил «белых» за «обеспечение безопасности» в округе.
23 июля 2019 года, выступая на телевидении, Юниус Хо заявил, что не жалеет о том, что пожал руки «белым». Также он назвал избитых «погромщиками» и заявил, что они разжигают насилие. «Белых» Хо назвал «жителями Юньлоня», желающими «защитить свои дома». После того, как присутствующий в студии депутат заксовета Эдди Чу поддержал протестующих, заявив, что причиной их действий является игнорирование их требований правительством, лишь создавшим видимость отзыва закона об экстрадиции, Хо назвал Чу «отребьем», которое «не заслуживает права быть законодателем». Сказав это, Хо покинул студию.
Более двух тысяч трёхсот учителей, выпускников и студентов Квинс колледжа, который окончил Хо, приняли участие в кампании по сбору подписей с осуждением связей Хо с «белыми». Также они призвали Законодательный совет исключить Чо из своих рядов. Студенты Университета Линнань создали петицию с призывом исключить Хо из состава правления. Более ста тысяч человек подписали ещё одну петицию с призывом к адвокатской палате США не предоставлять Хо гражданство США и не пускать его туда.